# Jesper Andersen
Jesper Andersen est un footballeur danois né le 31 mai 1979 à Odense.

## Palmarès
OB Odense
- Champion de Division 2 danoise (1) : 1999